# شو فوجيساوا
شو فوجيساوا (باليابانية: 藤沢周) (29 يونيو 1959، نيغاتا في اليابان)؛ أستاذ جامعي، كاتب وروائي ياباني.

## الجوائز
- جائزة أكوتاغاوا